# Euroliga de hockey hierba 2016–17
La Euroliga de hockey hierba 2016–17 (en inglés: Euro Hockey League, EHL) es la décima edición de esta competición.

## Sistema de competición
Toman parte en el torneo 24 clubes de acuerdo al ranking EHL. La mitad disputan la fase previa de grupos; los otros 12 acceden directamente a la fase final.
Los 12 equipos participantes en la fase previa de la competición se reparten en cuatro grupos de tres equipos, enfrentándose según un sistema de liguilla, a partido único. En función del resultado de cada partido obtienen las siguientes puntuaciones: 5 puntos por victoria, dos puntos por empate, un punto por una derrota por dos o menos goles de diferencia y cero puntos en caso de una derrota mayor. En función de las puntuaciones obtenidas, los primeros clasificados de cada grupo —en total 4 equipos— obtienen el pase a la fase final.
La fase final se disputa según un sistema de eliminación directa, a partido único, hasta decidir el campeón.

## Equipos participantes
Toman parte en el torneo 24 clubes, en representación de las 12 federaciones de la Federación Europea de Hockey con mejor ranking EHL. Los cupos para designar los 24 representantes se reparten del siguiente modo:
- Países entre el 1.º y 4.º puesto del EHF Club Ranking: 3 plazas (total 12 clubes)
- Países entre el 5.º y 8.º puesto del EHF Club Ranking: 2 plazas (total 6 clubes)
- Países entre el 8.º y 12.º puesto del EHF Club Ranking: 1 plaza (total 6 clubes)

Respecto a la temporada anterior, la federación irlandesa gana un cupo, en detrimento de la rusa, y Austria pierde su representante, en beneficio de Gales. Entre los 24 participantes hubo un único debutante, el club inglés Holcombe HC.
| Plazas | País (ranking EHL) | Equipos participantes   | Equipos participantes              |
| Plazas | País (ranking EHL) | Disputan la fase previa | Aceso directo a octavos            |
| 3      | 1. Países Bajos    | SV Kampong              | HC Oranje-Rood, Ámsterdam H&BC     |
| 3      | 2. Alemania        | Uhlenhorster HC         | Rot-Weiss Köln, Mannheimer HC      |
| 3      | 3. Bélgica         | Royal Léopold HC        | KHC Dragons, Racing Club Bruxelles |
| 3      | 4. España          | Atlètic Terrassa        | Club Egara, RC Polo                |
| 2      | 5. Inglaterra      | Holcombe HC             | Wimbledon HC                       |
| 2      | 6. Polonia         | AZS Poznań              | WKS Grunwald Poznan                |
| 2      | 7. Francia         | Saint-Germain HC        | Racing Club de France              |
| 2      | 8. Irlanda         | Banbridge HC            | Lisnagarvey HC                     |
| 1      | 9. Rusia           | HC Dinamo Kazan         | -                                  |
| 1      | 10. Escocia        | Kelburne HC             | -                                  |
| 1      | 11. Italia         | SG Amsicora ASD         | -                                  |
| 1      | 12. Gales          | Cardiff & Met HC        | -                                  |

Las banderas representan a las federaciones nacionales. En el Reino Unido, Inglaterra, Escocia y Gales cuentan con sus propias federaciones, aunque los clubes galeses disputan las competiciones domésticas inglesas. La Irish Hockey Association aglutina a los equipos de toda de la Isla de Irlanda.
Los equipos de países con ranking inferior participan en el resto de competiciones organizadas por la Federación Europea de Hockey: el Euro Hockey Trophy y el Euro Hockey Challenge (dividido a su vez en distintas divisiones).

## Fase previa
Se disputó entre el 7 y el 9 de octubre de 2016 en las instalaciones del Banbridge Hockey Club de Banbridge, Irlanda del Norte.

### Grupo A
| Equipo        | J | G | E | P | GF | GC | DG  | Pts |
| ------------- | - | - | - | - | -- | -- | --- | --- |
| SV Kampong    | 2 | 2 | 0 | 0 | 9  | 2  | +7  | 10  |
| Holcombe HC   | 2 | 1 | 0 | 1 | 9  | 3  | +6  | 6   |
| AZS AWF Posen | 2 | 0 | 0 | 2 | 2  | 15 | -13 | 0   |

### Grupo B
| Equipo          | J | G | E | P | GF | GC | DG  | Pts |
| --------------- | - | - | - | - | -- | -- | --- | --- |
| Uhlenhorster HC | 2 | 2 | 0 | 0 | 15 | 2  | +13 | 10  |
| Cardiff & Met   | 2 | 1 | 0 | 1 | 6  | 3  | +3  | 6   |
| SG Amiscora ASD | 2 | 0 | 0 | 2 | 1  | 17 | -16 | 0   |

### Grupo C
| Equipo             | J | G | E | P | GF | GC | DG | Pts |
| ------------------ | - | - | - | - | -- | -- | -- | --- |
| Banbridge HC       | 2 | 1 | 1 | 0 | 5  | 3  | +2 | 7   |
| Royal Léopold Club | 2 | 1 | 1 | 0 | 7  | 6  | +1 | 7   |
| Saint-Germain HC   | 2 | 0 | 0 | 2 | 3  | 6  | -3 | 2   |

### Grupo D
| Equipo           | J | G | E | P | GF | GC | DG | Pts |
| ---------------- | - | - | - | - | -- | -- | -- | --- |
| Atlètic Terrassa | 2 | 1 | 1 | 0 | 7  | 6  | +1 | 7   |
| Kelburne HC      | 2 | 1 | 0 | 1 | 5  | 4  | +1 | 6   |
| HC Dinamo Kazan  | 2 | 0 | 1 | 1 | 5  | 7  | -2 | 3   |

## Fase final
Las partidos de octavos y cuartos de final se disputaron entre el 14 y el 17 de abril de 2017 en Eindhoven, Países Bajos. La final a cuatro tuvo lugar entre el 3 y el 4 de junio de 2017 en Brasschaat, Bélgica.
|  | Octavos de final    | Octavos de final |                  |                | Cuartos de final | Cuartos de final |  |              | Semifinales | Semifinales |             |                | Final        | Final      |  |
|  | 14 y 15 de abril    | 14 y 15 de abril |                  |                | 16 y 17 de abril | 16 y 17 de abril |  |              | 3 de junio  | 3 de junio  |             |                | 4 de junio   | 4 de junio |  |
|  |                     |                  |                  |                |                  |                  |  |              |             |             |             |                |              |            |  |
|  |                     |                  |                  |                |                  |                  |  |              |             |             |             |                |              |            |  |
|  | KHC Dragons         | 2                |                  |                |                  |                  |  |              |             |             |             |                |              |            |  |
|  | KHC Dragons         | 2                |                  |                |                  |                  |  |              |             |             |             |                |              |            |  |
|  | RC Bruxelles        | 1                |                  |                |                  |                  |  |              |             |             |             |                |              |            |  |
|  | RC Bruxelles        | 1                |                  | KHC Dragons    | 5                |                  |  |              |             |             |             |                |              |            |  |
|  |                     |                  |                  | KHC Dragons    | 5                |                  |  |              |             |             |             |                |              |            |  |
|  |                     |                  | RC France        | 1              |                  |                  |  |              |             |             |             |                |              |            |  |
|  | Banbridge HC        | 1 (0)            | RC France        | 1              |                  |                  |  |              |             |             |             |                |              |            |  |
|  | Banbridge HC        | 1 (0)            |                  |                |                  |                  |  |              |             |             |             |                |              |            |  |
|  | RC France           | 1 (3)            |                  |                |                  |                  |  |              |             |             |             |                |              |            |  |
|  | RC France           | 1 (3)            |                  |                |                  |                  |  | KHC Dragons  | 3           |             |             |                |              |            |  |
|  |                     |                  |                  |                |                  |                  |  | KHC Dragons  | 3           |             |             |                |              |            |  |
|  |                     |                  | Rot-Weiss Köln   | 5              |                  |                  |  |              |             |             |             |                |              |            |  |
|  | WKS Grunwald Poznań | 0                | Rot-Weiss Köln   | 5              |                  |                  |  |              |             |             |             |                |              |            |  |
|  | WKS Grunwald Poznań | 0                |                  |                |                  |                  |  |              |             |             |             |                |              |            |  |
|  | RC Polo             | 6                |                  |                |                  |                  |  |              |             |             |             |                |              |            |  |
|  | RC Polo             | 6                |                  | RC Polo        | 1                |                  |  |              |             |             |             |                |              |            |  |
|  |                     |                  |                  | RC Polo        | 1                |                  |  |              |             |             |             |                |              |            |  |
|  |                     |                  | Rot-Weiss Köln   | 2              |                  |                  |  |              |             |             |             |                |              |            |  |
|  | SV Kampong          | 2                | Rot-Weiss Köln   | 2              |                  |                  |  |              |             |             |             |                |              |            |  |
|  | SV Kampong          | 2                |                  |                |                  |                  |  |              |             |             |             |                |              |            |  |
|  | Rot-Weiss Köln      | 2                |                  |                |                  |                  |  |              |             |             |             |                |              |            |  |
|  | Rot-Weiss Köln      | 2                |                  |                |                  |                  |  |              |             |             |             | Rot-Weiss Köln | 3            |            |  |
|  |                     |                  |                  |                |                  |                  |  |              |             |             |             | Rot-Weiss Köln | 3            |            |  |
|  |                     |                  | HC Oranje-Rood   | 2              |                  |                  |  |              |             |             |             |                |              |            |  |
|  | Wimbledon HC        | 3                | HC Oranje-Rood   | 2              |                  |                  |  |              |             |             |             |                |              |            |  |
|  | Wimbledon HC        | 3                |                  |                |                  |                  |  |              |             |             |             |                |              |            |  |
|  | Uhlenhorster HC     | 1                |                  |                |                  |                  |  |              |             |             |             |                |              |            |  |
|  | Uhlenhorster HC     | 1                |                  | Wimbledon HC   | 2 (5)            |                  |  |              |             |             |             |                |              |            |  |
|  |                     |                  |                  | Wimbledon HC   | 2 (5)            |                  |  |              |             |             |             |                |              |            |  |
|  |                     |                  | Mannheimer HC    | 2 (3)          |                  |                  |  |              |             |             |             |                |              |            |  |
|  | Mannheimer HC       | 2                | Mannheimer HC    | 2 (3)          |                  |                  |  |              |             |             |             |                |              |            |  |
|  | Mannheimer HC       | 2                |                  |                |                  |                  |  |              |             |             |             |                |              |            |  |
|  | Club Egara          | 1                |                  |                |                  |                  |  |              |             |             |             |                |              |            |  |
|  | Club Egara          | 1                |                  |                |                  |                  |  | Wimbledon HC | 0           |             |             |                |              |            |  |
|  |                     |                  |                  |                |                  |                  |  | Wimbledon HC | 0           |             |             |                |              |            |  |
|  |                     |                  | HC Oranje-Rood   | 8              |                  |                  |  |              |             |             |             |                |              |            |  |
|  | HC Oranje-Rood      | 3                | HC Oranje-Rood   | 8              |                  |                  |  |              |             |             |             |                |              |            |  |
|  | HC Oranje-Rood      | 3                |                  |                |                  |                  |  |              |             |             |             |                |              |            |  |
|  | Ámsterdam H&BC      | 2                |                  |                |                  |                  |  |              |             |             |             |                |              |            |  |
|  | Ámsterdam H&BC      | 2                |                  | HC Oranje-Rood | 2                |                  |  |              |             |             |             | Tercer lugar   | Tercer lugar |            |  |
|  |                     |                  |                  | HC Oranje-Rood | 2                |                  |  |              |             |             |             | Tercer lugar   | Tercer lugar |            |  |
|  |                     |                  | Atlètic Terrassa | 0              |                  |                  |  |              |             |             |             |                |              |            |  |
|  | Atlètic Terrassa    | 4                | Atlètic Terrassa | 0              |                  |                  |  |              |             |             | KHC Dragons | 3              |              |            |  |
|  | Atlètic Terrassa    | 4                |                  |                |                  |                  |  |              |             |             | KHC Dragons | 3              |              |            |  |
|  | Lisnagarvey HC      | 1                |                  |                |                  |                  |  |              |             |             |             |                | Wimbledon HC | 1          |  |
|  | Lisnagarvey HC      | 1                |                  |                |                  |                  |  |              |             |             |             |                | Wimbledon HC | 1          |  |
|  |                     |                  |                  |                |                  |                  |  |              |             |             |             |                |              |            |  |